# Aalborg (stacja kolejowa)
Aalborg – stacja kolejowa w Aalborgu, w Danii. Ma 3 perony.
Adres: John F. Kennedys Plads 3, 9000 Aalborg, Dania
Na stacji znajdują się: schody, winda dla niepełnosprawnych, kasa biletowa, przejście podziemne, toalety, poczekalnia, telefon publiczny, automat do zdjęć paszportowych, automatyczna przechowalnię bagażu, parking rowerowy, parking samochodowy, parking dla niepełnosprawnych, wypożyczalnia samochodów, postój taksówek.